# Brisbane Broncos
Pour les articles homonymes, voir Brisbane (homonymie) et Broncos.
Vous lisez un « bon article » labellisé en 2009.
Maillots
Les Brisbane Broncos sont un club professionnel australien de rugby à XIII basé à Brisbane, capitale de l'État du Queensland. Ils évoluent dans la National Rugby League (NRL) qui est le championnat élite d'Australie. Ils ont remporté à six reprises le championnat — en 1992, 1993, 1997, 1998, 2000 et 2006 — ce qui fait d'eux l'équipe la plus victorieuse du pays pendant les années 1990 et 2000. Ils n'ont jamais été battus en finale. Les Broncos disposent d'une des plus importantes bases de supporters du pays avec une affluence moyenne de 35 032 spectateurs par match en 2010 et enregistrent les plus hauts revenus de tous les clubs de NRL.
Le club est fondé en 1988 lors de l'expansion de la New South Wales Rugby League (NSWRL) à l'État du Queensland. Il devient plus tard l'un des clubs dominants de cette compétition, il joue un rôle majeur lors de la guerre de la Super League dans les années 1990 et poursuit sa domination lors de la réunification de la NRL.
Les Broncos sont basés à Red Hill, dans la banlieue de Brisbane, où ils disposent de terrains d'entraînement mais disputent leurs matchs au Suncorp Stadium à Milton. Il s'agit du seul club australien coté en bourse.

## Palmarès
| World Club Challenge                                                 | National Rugby League |
| -------------------------------------------------------------------- | --- |
| - Champion (2) : 1992 et 1997. - Finaliste (3) : 1994, 2001 et 2007. | - Champion (6) : 1992, 1993, 1997, 1998, 2000 et 2006. - Finaliste (2) : 2015 et 2023. - Vainqueur de la saison régulière (4) : 1992, 1997, 1998 et 2000. |

## Histoire

### Années 1980

#### Création du club
Dans les années 1980, la New South Wales Rugby League Premiership (NSWRL), le championnat de Nouvelle-Galles du Sud, traditionnellement basé à Sydney et aux environs, entreprend une expansion géographique sur le plan national. Cette expansion débute en 1982 par l'introduction des Canberra Raiders et des Illawarra Steelers basés à Wollongong. En 1985, la NSWRL décide d'autoriser une équipe de Brisbane de l'État du Queensland à entrer dans son championnat accompagnée des Tweed Giants de Gold Coast et des Newcastle Knights situés tous deux en Nouvelle-Galles du Sud.
Après négociations entre les différents syndicats au sujet de cette licence de NSWRL accordée à Brisbane, le Queensland Rugby League choisit le projet présenté par les anciens joueurs Barry Maranta et Paul Morgan pour représenter la ville. Après différentes propositions de noms tels que Bulls, Bombers ou Kookaburras, le club opte pour le nom de Broncos. L'ancien joueur John Ribot devient le Chief executive officer du club.
Quand les Broncos commencent à devenir la vitrine du rugby à XIII de l'État du Queensland aux yeux du public, le Brisbane Rugby League premiership régresse au point de n'avoir, pour la première fois, plus aucun joueur sélectionné au State of Origin en 1988.

#### Premières années

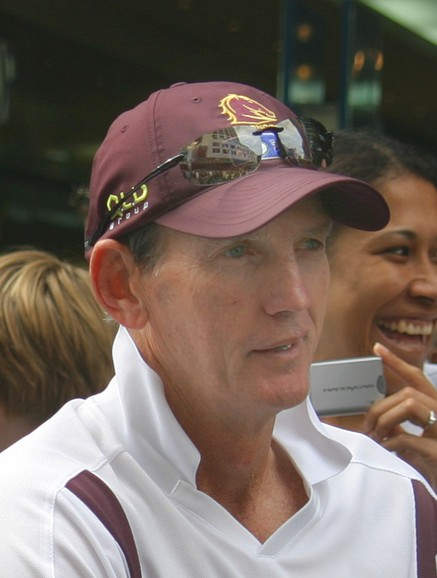
L'entraîneur Wayne Bennett prend en main l'équipe en 1988, il y restera jusqu'en 2008.

Les Brisbane Broncos débutent dans la NSRWL en 1988. Pour leurs débuts, les Broncos arrivent à recruter un grand nombre de joueurs ayant participé au State of Origin sous les couleurs du Queensland les années précédentes, ces derniers désirant évoluer en NSRWL dans leur propre État. C'est ainsi que le capitaine de la sélection australienne Wally Lewis devient le premier joueur à signer aux Broncos, suivi par l'ancien entraîneur de la Brisbane Rugby League premiership (BRL) Wayne Bennett. Parmi toutes les recrues, seules quatre n'ont jamais disputé de State of Origin.
Le 6 mars 1988, au Lang Park de Brisbane, les Broncos commencent par une victoire contre le tenant du titre, Manly-Warringah, sur le score de 44-10. Bien que les Broncos remportent les six premiers matchs de leur saison inaugurale, celle-ci s'achève sur une septième place.
La seconde saison est marquée par sa victoire en Coupe Panasonic. En NSRWL, le club réussit un meilleur exercice qu'en 1988 avec une sixième place finale.

### Années 1990
En 1990, dans le but d'améliorer les performances des Broncos, Bennett retire le capitanat à Wally Lewis pour le donner à Gene Miles. Celui-ci, ayant décidé de ne plus représenter ni le pays ni son État, peut donc se consacrer au club. Bennett espère ainsi que la confiance revienne dans l'équipe, il est alors critiqué pour cette gestion.
Les Balmain Tigers sont la dernière équipe en NSRWL à n'avoir jamais été battue par les Broncos, ces derniers y parviennent lors de la 18e journée de la saison 1990. C'est une saison réussie puisque les Broncos terminent deuxièmes de la saison régulière et se qualifient pour la première fois pour la phase finale. Ils sont battus par les Canberra Raiders pour une place en finale (30-2), ces derniers remportant la compétition. À la fin de cette saison, Lewis quitte le club pour rejoindre les Gold Coast Seagulls.
En 1991, lors de la 16e journée contre Manly Sea Eagles, les Broncos ne marquent aucun point pour la première fois lors d'un match de NSRWL (0-26). En revanche, Steve Renouf devient le premier joueur des Broncos à marquer quatre essais dans un même match, il réalise cette performance lors de la 20e journée contre North Sydney Bears. Le club finit à la septième place, ratant la phase finale malgré cinq victoires d'affilée lors des cinq dernières journées.

#### Doublé 1992-1993
Après le départ de Gene Miles, le capitanat est remis à Allan Langer pour la saison 1992. Les Broncos occupent la tête de la compétition régulièrement au cours de la saison. Ils ne perdent que quatre matchs, ce qui leur permet de remporter la saison régulière avec six points d'avance sur St. George Dragons. Langer est élu meilleur joueur de la saison. Pour la première finale de leur histoire, les Broncos battent St. George 28-8 au Sydney Football Stadium et ramènent le Winfield Trophy en Queensland. Un mois plus tard, ils disputent le World Club Challenge contre les champions britanniques Wigan Warriors. Les Broncos deviennent le premier club australien à remporter cette compétition en Angleterre, Eastern Suburbs l'ayant déjà remportée en Australie.
Après plusieurs années de conflit avec le conseil du stade de Lang Park à propos du sponsoring d'une brasserie, Fourex prend les droits du stade tandis que la marque Powers Brewing est le sponsor majoritaire des Broncos. Lors de la saison 1993, les Broncos changent alors de stade pour l'ANZ Stadium, situé à Nathan, dans la banlieue sud de Brisbane. Le début de saison est difficile avec trois défaites en autant de matchs, dont un match à domicile contre Parramatta Eels. Mais les Broncos mettent fin à cette série, battant Balmain Tigers 50-0 entre autres — le plus grand écart au score d'un match en faveur des Broncos — et reviennent dans les premières places du championnat. La défaite au dernier match contre St. George a pour conséquence une cinquième place. Ils se qualifient donc pour la phase finale mais devront gagner quatre matchs pour espérer remporter le titre. Ils battent Manly Sea Egles 36-10 puis Canberra Raiders 30-12, ces derniers étant diminués par l'absence de Ricky Stuart. En finale préliminaire, les Broncos sont menés 16-10 à la mi-temps, mais grâce à une seconde période de qualité ils parviennent à écarter Canterbury Bulldogs sur le score de 23-16. Ils se qualifient donc pour leur seconde finale d'affilée, de nouveau contre St. George. Ils ajoutent un deuxième titre en disposant de leur adversaire sur le score de 14-6,. C'est la première fois qu'une équipe terminant cinquième de la saison régulière parvient à remporter le titre. Il s'agit également de la cinquième finale consécutive pour Glenn Lazarus — deux avec Brisbane précédées de trois avec Canberra.
Début 1994, les Broncos achètent le club anglais des London Crusaders et le renomment « London Broncos », unique club de rugby à XIII dans le Sud de l'Angleterre, ce club obtient une dérogation pour y incorporer plus d'Australiens que dans les autres clubs anglais, cela permet aux Australiens installés en Angleterre d'être proche d'un club lié à leur pays natal. La saison 1994 est compliquée pour Brisbane, qui vient de remporter deux titres de suite. Les Broncos perdent le World Club Challenge contre Wigan (14-20) à l'ANZ Stadium et terminent cinquième de la saison régulière de NSWRL. Qualifiés en phase finale, ils sont battus par North Sydney Bears 15-14 après un drop marqué par Jason Taylor dans les derniers instants de la rencontre.

#### Ère de la Super League
Avant le début de la saison 1995, les Broncos engagent une action en justice contre l'Australian Rugby League (ARL), nouveau nom de la NSRWL, au sujet de la réglementation du plafond salarial : c'est le début de la guerre de la Super League.
Les Broncos espèrent se venger de la déception de la phase finale 1994. Ils commencent parfaitement le championnat en remportant leurs sept premiers matchs, cette série est cependant stoppée par une défaite 0-26 contre Canberra et les Broncos connaissent quelques difficultés au cours de la saison malgré le fait que ses joueurs ne sont pas retenus en State of Origin en raison de l'affiliation du club à la Super League. Le club termine finalement troisième de la saison régulière mais est éliminé en phase finale après deux défaites contre les Canberra Raiders et les Sydney Bulldogs. Cette année-là voit les débuts de Darren Lockyer.
En 1996, les Broncos terminent deuxièmes de la saison régulière mais, comme l'année précédente, sont défaits à deux reprises en phase finale contre les North Sydney Bears et Cronulla-Sutherland Sharks. À la fin de la saison, Kerrod Walters, Alan Cann, Willie Carne et Michael Hancock sont sommés de quitter le club car ils n'ont pas la garantie d'avoir une place de titulaire.
Les Broncos sont impliqués dans la guerre de la Super League depuis 1994. Après des menaces d'exclusion de l'ARL, le club est l'un des premiers à signer pour ce nouveau championnat appelé Super League, et tous ses joueurs font de même. En 1996, le CEO de la Super League est John Ribot, le CEO des Broncos, laissant l'impression que cette guerre a été orchestrée par le club de Brisbane,.

#### Second doublé

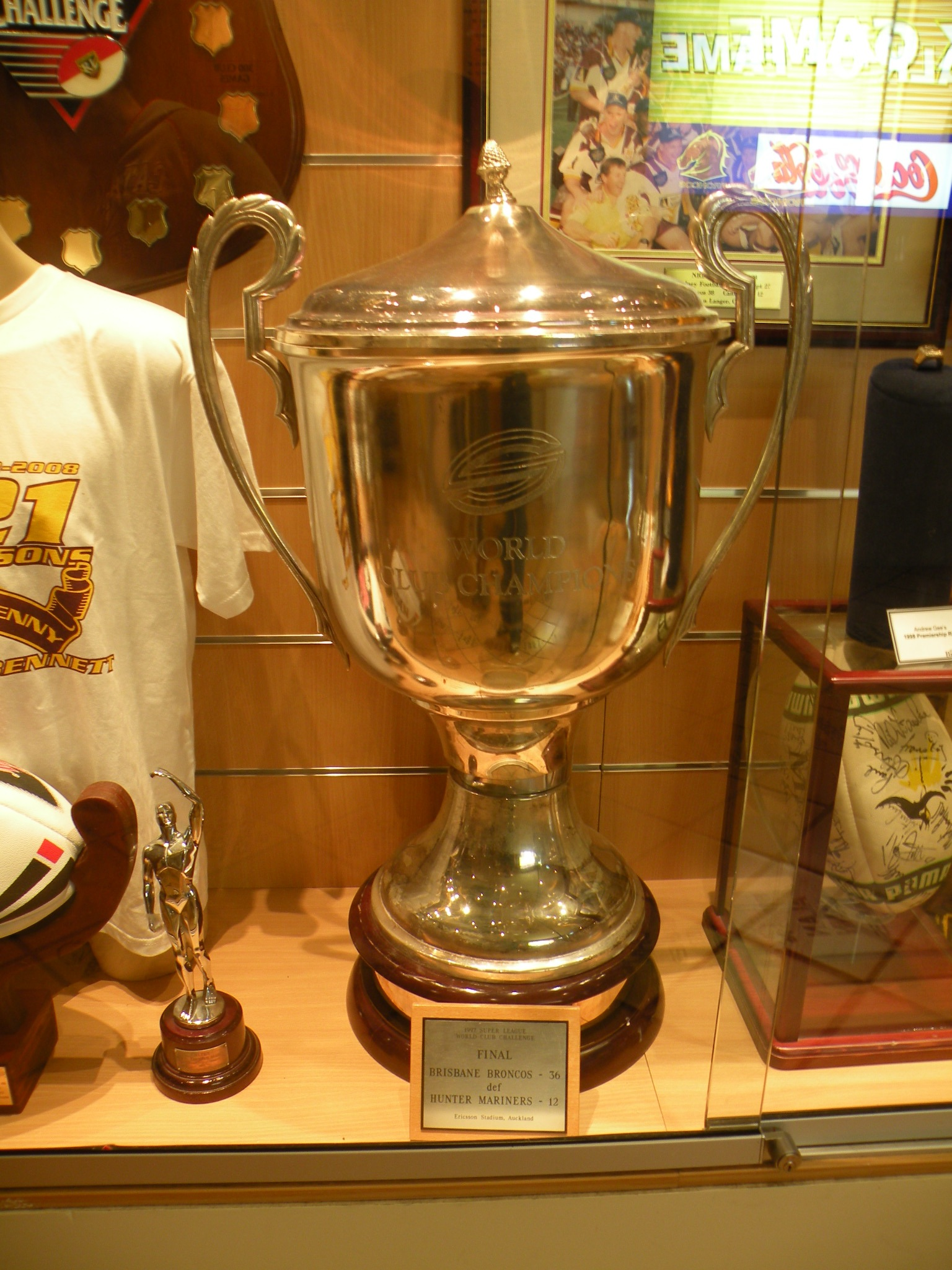
Trophée du World Club Challenge remportée en 1997.

Après plusieurs actions en justice infructueuses, la Super League, qui comporte dix équipes, débute en 1997 en parallèle avec l'ARL. Les Broncos remportent leurs sept premiers matchs avant de perdre contre Penrith Panthers lors de la 8e journée. En fin de saison régulière, les Broncos terminent en tête grâce à trois victoires finales. En phase finale, ils battent Cronulla Sharks (34-2) puis remportent le titre, de nouveau contre Cronulla — qui a entre-temps gagné son match de repêchage — sur le score de 26-8 à l'ANZ Stadium devant 58 912 spectateurs. Après cette victoire, ils disputent le World Club Challenge qui, cette unique fois, n'est plus une opposition entre le champion d'Angleterre et le champion de l'ARL, mais entre 22 clubs des deux hémisphères. Les Broncos remportent la compétition en battant en finale Hunter Mariners 36-12.
Avant que la saison 1998 débute, la National Rugby League (NRL) est créée après la fusion de l'ARL et de la Super League. Brisbane termine en tête de la saison régulière, établissant au passage son record d'écart au score en sa faveur avec 54 points, ceci à deux reprises : contre North Queensland 58-4 puis contre Norths 60-6. En phase finale, ils sont surpris par Parramatta Eels 10-15, les Broncos doivent alors passer par des matchs de repêchage. Ils battent Melbourne Storm 30-6 puis Sydney City Roosters 46-18 pour se qualifier en finale. En finale, au Sydney Football Stadium, devant plus de 40 000 spectateurs, ils battent Canterbury Bulldogs 38-12 et remportent leur cinquième titre,.
En 1999, du côté de la Queensland Cup, compétition qui a remplacé la BRL, les Toowoomba Clydesdales deviennent partenaires des Broncos et les meilleurs joueurs de Toowoomba renforcent l'équipe de Brisbane. La saison 1999 voit le départ d'Allan Langer et le capitanat revient alors à Kevin Walters. Après un départ catastrophique, huit défaites en onze matchs, les Broncos réussissent une série de onze victoires d'affilée et accrochent la huitième et dernière place qualificative pour la phase finale à la fin de la saison régulière. Mais ils sont battus et éliminés par Cronulla Sharks à Toyota Park 42-20.

### Les années 2000
Les Broncos ne quittent pas les quatre premières places de toute la saison 2000. Michael Hancock et son capitaine Kevin Walters disputent leur dernière saison à Brisbane. Qualifié en phase finale après avoir remporté la saison régulière, le club remporte son cinquième titre en neuf saisons contre Sydney Roosters 14-6.

#### Ère de Gorden Tallis
En 2001, Walters quitte les Broncos pour tenter une expérience en Angleterre et rejoindre Langer. Le capitanat est repris par Gorden Tallis. Durant le World Club Challenge, les joueurs portent un brassard en souvenir de Paul Morgan, cofondateur du club, mort d'une crise cardiaque la veille. Ils perdent ce match 18-20 contre St Helens. En NRL, ils n'arrivent à aucun moment à aligner plus de trois victoires d'affilée, et perdent à onze reprises sur 26 matchs. Terminant cinquièmes, ils se qualifient pour la phase finale, battent St. George Illawarra Dragons 44-28 mais ratent la finale après une défaite contre Parramatta Eels 16-24.
La saison 2002 est marquée par le retour d'Allan Langer pour une ultime saison. C'est le début d'une période de quatre années où le State of Origin, disputé pendant la saison régulière, hante le club et ses performances. En effet, de nombreux joueurs des Broncos sont appelés à jouer pour les Queensland Maroons et reviennent fatigués voire blessés. Les Broncos terminent troisièmes de la saison régulière mais ratent la finale après une défaite 12-16 contre Sydney Rooters en phase finale.

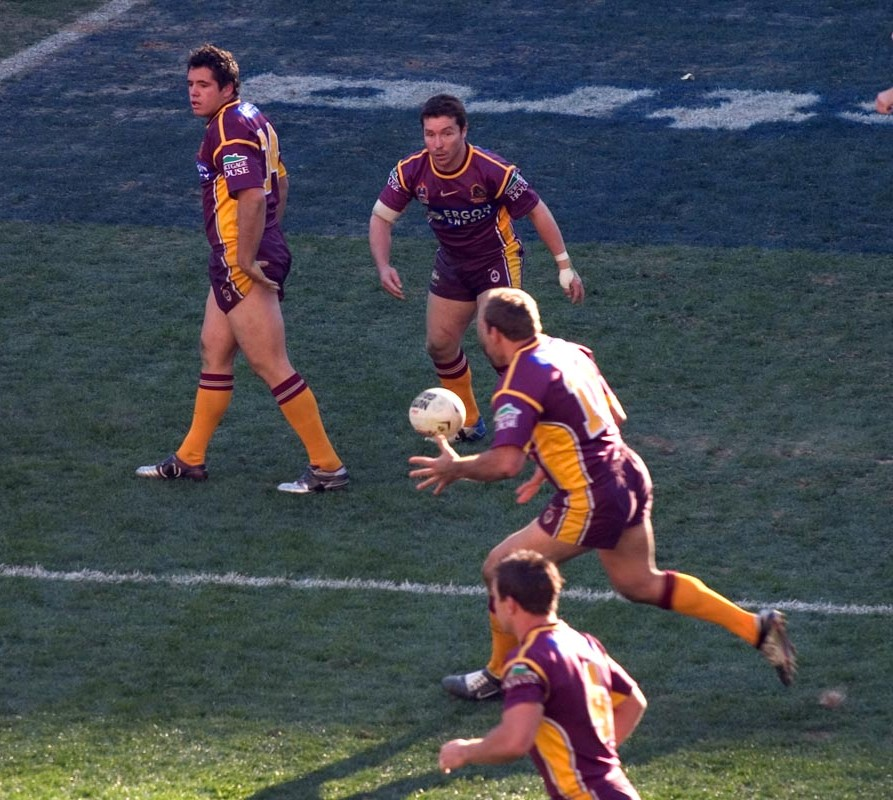
Action de jeu des Broncos.

Les Broncos commencent très fort la saison 2003, remportant onze de leurs quatorze premiers matchs, mais alignent en fin de saison huit défaites d'affilée. Ils parviennent cependant à se qualifier pour la phase finale en tant que huitièmes mais sont rapidement éliminés par Penrith Panthers 18-28. C'est la première saison de leur histoire où les Broncos perdent plus de matchs qu'ils n'en gagnent. Cette contre-performance peut s'expliquer par le changement de stade opéré en cours de saison, puisqu'ils quittent l'ANZ Stadium pour retourner au Suncorp Stadium. Cette même année se joue la Coupe du monde de rugby à XV 2003 en Australie. Comme preuve de la qualité de sa formation, trois anciens joueurs formés à Brisbane, ayant remporté le National Rugby League en 2000 et ayant opté ensuite pour le rugby à XV, sont titulaires dans ce tournoi : les Australiens Lote Tuqiri et Wendell Sailor et le Néo-Zélandais Brad Thorn.
Lors de la saison 2004, Darren Lockyer passe en position de demi d'ouverture. Les Broncos terminent troisièmes de la saison régulière et sont les premiers à disputer un match avec prolongation diffusé sur une chaîne non-payante. Ils perdent contre les Newcastle Knights sur le score de 17-16 après un drop de Kurt Gidley. Gorden Tallis dispute ses derniers matchs de phase finale chez les Broncos. Ils sont éliminés par North Queensland Cowboys 0-10,, il s'agit de leur première défaite contre cet adversaire.
Avec la retraite de Gorden Tallis, le capitanat est remis à Darren Lockyer au début de la saison 2005. Lors de leur premier match, les Broncos tiennent leur revanche en battant North Queensland 29-16, mais, deux semaines plus tard, Melbourne Storm leur inflige la plus sévère défaite de leur histoire 4-50. C'est la première fois que le club concède 50 points. Les Broncos alternent le bon avec par dix victoires d'affilée en milieu de saison et le mauvais, en particulier une fin de saison ponctuée par sept défaites d'affilée dont deux en phase finale, la dernière contre Wests Tigers 6-34,.

#### Retour au premier plan

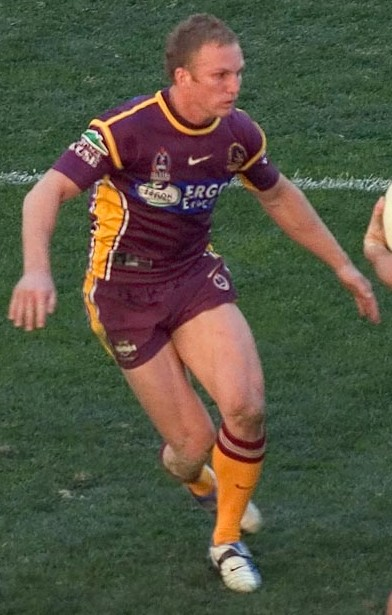
Darren Lockyer, capitaine emblématique des Broncos

Les Broncos réussissent une saison régulière 2006 correcte, décrochant la troisième place. Après un début de saison prometteur, la seconde partie est plus difficile après le State of Origin, cependant les Broncos s'accrochent. En phase finale, ils sont battus d'entrée par St George Illawarra 4-20 mais réussissent à remporter leurs deux matchs de repêchage contre Newcastle 50-6 puis Canterbury 37-20. En finale, ils sont opposés au Melbourne Storm au Telstra Stadium devant 79 609 spectateurs. C'est la première fois qu'aucun club de Nouvelle-Galles du Sud n'est présent en finale. Pour leur sixième finale, les Broncos ajoutent un sixième titre puisqu'ils battent Melbourne 15-6,. Cette même saison, le capitaine Lockyer bat le record de points inscrits sous le maillot des Broncos, qui appartenait jusque-là à Michael De Vere avec 1 062 points.
En 2006, Toowoomba Clydesdales n'est pas autorisé à aligner une équipe en Queensland Cup en raison de dettes à la hauteur de 100 000 dollars australiens. C'est alors Aspley Broncos qui devient le nouveau partenaire des Broncos. Le 23 février 2007, Brisbane dispute le World Club Challenge contre St Helens au Reebok Stadium en Angleterre. Saint-Helens remporte le titre 18-14. En NRL, les Broncos effectuent un mauvais début de saison, suivi du départ pour l'Angleterre de Tame Tupou, le meilleur marqueur d'essais des Broncos en 2006. Au cours de la saison, ils établissent un nouveau record d'écart de points en leur faveur contre Newcastle grâce à une victoire 71-6. Lors des derniers matchs, le club compte de nombreux blessés comme Lockyer, Karmichael Hunt, Justin Hodges, Brent Tate et Shaun Berrigan, ils se qualifient pour la phase finale malgré un dernier match de saison régulière perdu 22-68 contre Parramatta. En phase finale, ils sont battus sévèrement d'entrée par Melbourne sur le score de 0-40. C'est la seconde fois dans leur histoire qu'ils perdent plus de matchs qu'ils n'en gagnent. La fin de saison se termine par la perte de jeunes joueurs de l'équipe comme Ian Lacey et John Te Reo, tous deux inculpés de coups et blessures hors du club.

#### Dernière année de Bennett et arrivée de Henjak

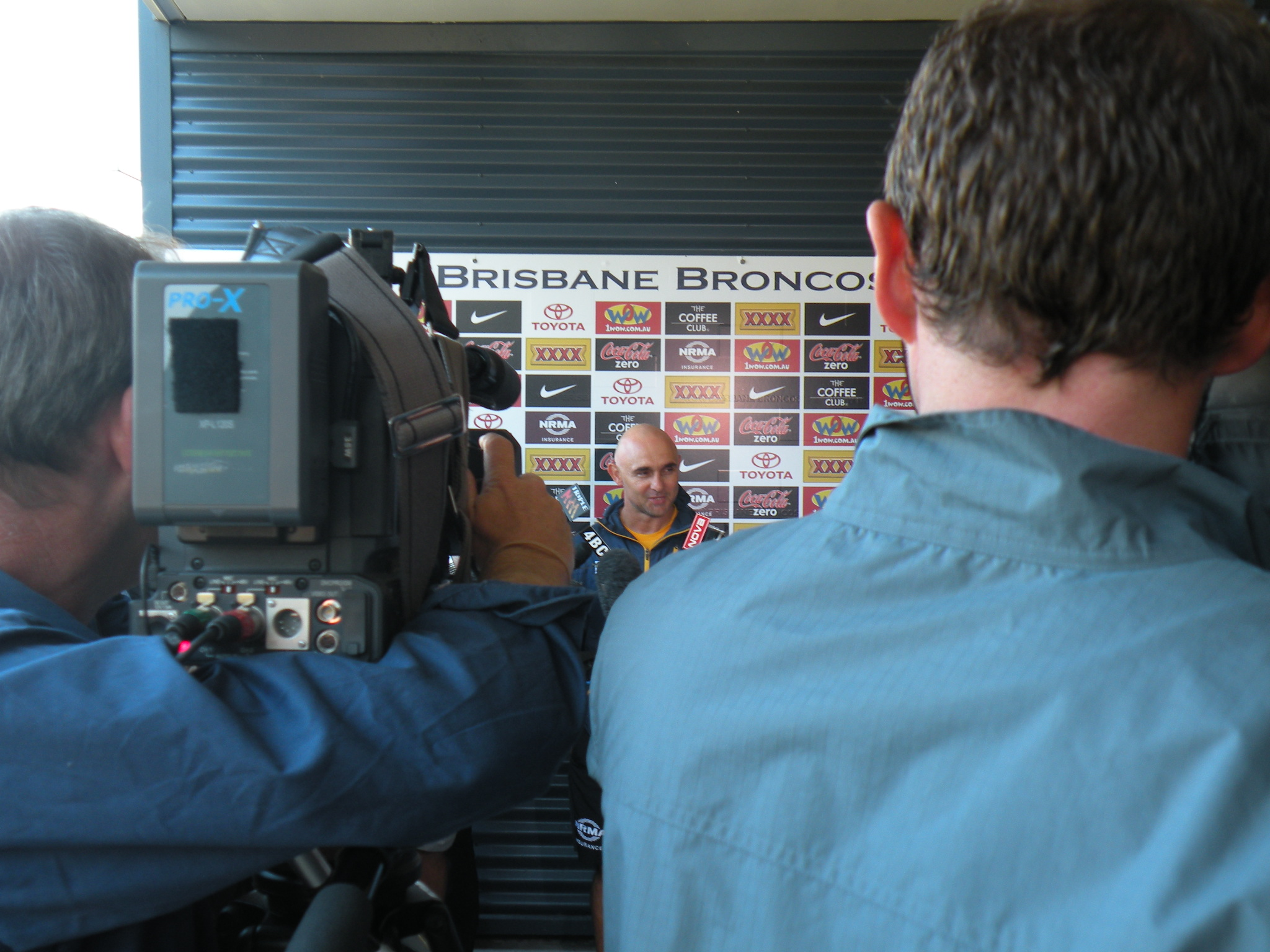
Ivan Henjak, nouvel entraîneur des Broncos en 2009.

Pour son ultime saison au club en 2008, Bennett choisit un camp d'entraînement militaire pour un stage de pré-saison. Les Broncos effectuent cependant une saison moyenne, terminant cinquièmes de la saison régulière. En phase finale, ils battent Sydney Roosters 24-16 à Sydney mais sont battus ensuite par Melbourne 14-16 devant 50 466 spectateurs. Bennett laisse sa place à son adjoint depuis 2006 Ivan Henjak, qui devient le second entraîneur de l'histoire du club.
Pour sa première saison, Ivan Henjak qualifie pour la dix-huitième fois d'affilée les Broncos en phases finales. Le club réalise une saison régulière poussive et termine à la sixième place. En phase finale, il bat les troisièmes Gold Coast Titans 40-32 puis élimine 24-10 devant 50 225 spectateurs St. George Illawarra Dragons qui avait terminé en tête de la saison régulière. Qualifié pour les demi-finales, les Broncos retrouvent Melbourne Storm mais ratent la finale après une défaite 40-10.
En 2015, les Broncos se qualifient pour leurs septième finales contre les North Queensland Cowboys mais les Broncos s'incline de justesse 17 à 16. C'est la première fois que les Broncos perdent une finale après 6 titres sur 6 finales. Cette finale est considérée comme l'une des plus mythiques du fait de son dénouement. Alors que les Broncos avaient le match en main, menant 16-12 à quelques secondes du terme, les Cowboys égalisent sur le cinquième tenu sur un essai de Kyle Feldt. Jonathan Thurston rate alors la transformation qui aurait permis au Cowboys de l'emportait. Sur l'engagement de la prolongation, une mauvaise réception de Ben Hunt offre une séquence de possession aux Cowboys, ponctuée par un drop victorieux de Jonathan Thurston,.

## Effectif actuel

### Bilan du club
| Année                                  | Année | Saison régulière | Saison régulière | Saison régulière | Saison régulière | Saison régulière | Saison régulière | Saison régulière | Saison régulière | Saison régulière | Phase finale        | Phase finale | Phase finale | Phase finale | Phase finale | Phase finale | Phase finale |
| Année                                  | Année | Class.           | Points           | MJ               | V.               | N.               | D.               | B.               | Pp.              | Pc.              | Perf.               | MJ           | V.           | N.           | D.           | Pp.          | Pc.          |
| National Rugby League (vingt clubs)    |       |                  |                  |                  |                  |                  |                  |                  |                  |                  |                     |              |              |              |              |              |              |
| 1998                                   | 1998  | 1er              | 37               | 24               | 18               | 1                | 5                | 0                | 688              | 310              | Champion            | 4            | 3            | 0            | 1            | 124          | 51           |
| National Rugby League (dix-sept clubs) |       |                  |                  |                  |                  |                  |                  |                  |                  |                  |                     |              |              |              |              |              |              |
| 1999                                   | 1999  | 8e               | 32               | 24               | 13               | 2                | 9                | 2                | 510              | 368              | 1er tour            | 1            | 0            | 0            | 1            | 20           | 42           |
| National Rugby League (quatorze clubs) |       |                  |                  |                  |                  |                  |                  |                  |                  |                  |                     |              |              |              |              |              |              |
| 2000                                   | 2000  | 1er              | 38               | 24               | 18               | 2                | 6                | 2                | 696              | 388              | Champion            | 3            | 3            | 0            | 0            | 64           | 36           |
| 2001                                   | 2001  | 5e               | 29               | 24               | 14               | 1                | 11               | 2                | 696              | 511              | Finale préliminaire | 3            | 1            | 0            | 2            | 66           | 74           |
| National Rugby League (quinze clubs)   |       |                  |                  |                  |                  |                  |                  |                  |                  |                  |                     |              |              |              |              |              |              |
| 2002                                   | 2002  | 3e               | 37               | 24               | 16               | 1                | 7                | 2                | 672              | 425              | Finale préliminaire | 2            | 1            | 0            | 1            | 36           | 28           |
| 2003                                   | 2003  | 8e               | 28               | 24               | 12               | 0                | 12               | 2                | 497              | 464              | 1er tour            | 1            | 0            | 0            | 1            | 18           | 28           |
| 2004                                   | 2004  | 3e               | 37               | 24               | 16               | 1                | 7                | 2                | 602              | 533              | 2e tour             | 2            | 0            | 0            | 2            | 14           | 41           |
| 2005                                   | 2005  | 3e               | 34               | 24               | 15               | 0                | 9                | 2                | 597              | 484              | 2e tour             | 2            | 0            | 0            | 2            | 24           | 58           |
| 2006                                   | 2006  | 3e               | 32               | 24               | 14               | 0                | 10               | 2                | 497              | 392              | Champion            | 4            | 3            | 0            | 1            | 106          | 54           |
| National Rugby League (seize clubs)    |       |                  |                  |                  |                  |                  |                  |                  |                  |                  |                     |              |              |              |              |              |              |
| 2007                                   | 2007  | 8e               | 24               | 24               | 11               | 0                | 13               | 1                | 511              | 476              | 1er tour            | 1            | 0            | 0            | 1            | 0            | 40           |
| 2008                                   | 2008  | 6e               | 33               | 24               | 14               | 1                | 9                | 2                | 560              | 452              | 2e tour             | 2            | 1            | 0            | 1            | 38           | 32           |
| 2009                                   | 2009  | 6e               | 32               | 24               | 14               | 0                | 10               | 2                | 511              | 566              | Finale préliminaire | 3            | 2            | 0            | 1            | 74           | 82           |
| 2010                                   | 2010  | 10e              | 26               | 24               | 11               | 0                | 13               | 2                | 508              | 535              | Non qualifié        | -            | -            | -            | -            | -            | -            |
| 2011                                   | 2011  | 3e               | 40               | 24               | 18               | 0                | 6                | 2                | 511              | 372              | Finale préliminaire | 3            | 2            | 0            | 1            | 67           | 48           |
| 2012                                   | 2012  | 8e               | 28               | 24               | 12               | 0                | 12               | 2                | 481              | 447              | 1er tour            | 1            | 0            | 0            | 1            | 16           | 33           |
| 2013                                   | 2013  | 12e              | 25               | 24               | 10               | 1                | 13               | 2                | 434              | 477              | Non qualifié        | -            | -            | -            | -            | -            | -            |
| 2014                                   | 2014  | 8e               | 28               | 24               | 12               | 0                | 12               | 2                | 549              | 456              | 1er tour            | 1            | 0            | 0            | 1            | 20           | 32           |
| 2015                                   | 2015  | 2e               | 38               | 24               | 17               | 0                | 7                | 1                | 574              | 379              | Finaliste           | 3            | 2            | 0            | 1            | 63           | 41           |
| 2016                                   | 2016  | 5e               | 34               | 24               | 15               | 0                | 9                | 2                | 554              | 434              | 2e tour             | 2            | 1            | 0            | 1            | 64           | 54           |
| 2017                                   | 2017  | 3e               | 36               | 24               | 16               | 0                | 8                | 2                | 597              | 433              | Finale préliminaire | 3            | 1            | 0            | 2            | 35           | 60           |
| 2018                                   | 2018  | 6e               | 32               | 24               | 15               | 0                | 9                | 1                | 556              | 500              | 1er tour            | 1            | 0            | 0            | 1            | 18           | 48           |
| 2019                                   | 2019  | 8e               | 25               | 24               | 11               | 1                | 12               | 1                | 432              | 489              | 1er tour            | 1            | 0            | 0            | 1            | 0            | 58           |
| 2020                                   | 2020  | 16e              | 6                | 20               | 3                | 0                | 17               | 0                | 268              | 624              | Non qualifié        | -            | -            | -            | -            | -            | -            |
| 2021                                   | 2021  | 14e              | 16               | 24               | 7                | 0                | 17               | 1                | 446              | 695              | Non qualifié        | -            | -            | -            | -            | -            | -            |
| 2022                                   | 2022  | 9e               | 28               | 24               | 13               | 0                | 11               | 1                | 514              | 550              | Non qualifié        | -            | -            | -            | -            | -            | -            |
| National Rugby League (dix-sept clubs) |       |                  |                  |                  |                  |                  |                  |                  |                  |                  |                     |              |              |              |              |              |              |
| 2023                                   | 2023  | 2e               | 42               | 24               | 18               | 0                | 6                | 3                | 639              | 214              | Finaliste           | 3            | 2            | 0            | 1            | 92           | 38           |
| 2024                                   | 2024  | 12e              | 26               | 24               | 10               | 0                | 14               | 3                | 537              | 607              | Non qualifié        | -            | -            | -            | -            | -            | -            |
| 2025                                   | 2025  | -                | -                | -                | -                | -                | -                | -                | -                | -                | -                   | -            | -            | -            | -            | -            | -            |

## Emblème et couleurs du club

Le logo des Brisbane Broncos de 1988 à 1999.

À l'origine, les Brisbane Broncos prévoient d'adopter un logo représentant un kangourou et une lettre « Q » stylisée utilisée par le Queensland Rugby League depuis plusieurs années. Cependant, la sélection nationale de rugby à XIII, appelée les Kangourous, trouve cela inadéquat et conflictuel. L'orchidée de Cooktown et le poinsettia, longtemps été employés pour représenter les équipes de Brisbane, sont également éliminés, tout comme d'autres animaux tels que le brumby, l'opossum, le cacatoès rosalbin et le dacelo. Finalement, les décideurs se tournent vers une allitération utilisée par d'autres équipes locales : Brisbane Bullets (club de basket-ball) et Brisbane Bears (club de football australien). Ils décident ainsi d'adopter le nom de Broncos.
Le logo original est utilisé de 1988 à 1999. La couleur or est prépondérante, tout comme sur le maillot. En 2000, un nouveau logo est adopté avec cette fois-ci une prépondérance de bordeaux, couleur traditionnelle de la ligue de rugby à XIII du Queensland.
Traditionnellement, les couleurs de Brisbane sont bordeaux, blanc et or. À l'origine, les fondateurs du club désirent le bleu et l'or, couleurs du Brisbane City Council. Cependant, John Singleton, annonceur à Sydney, conseille à la direction de ne pas utiliser le bleu car « cette couleur est huée dans les stades du Queensland depuis trois-quarts de siècle ». Ainsi, le traditionnel bordeaux et blanc, couleurs du Queensland avec l'or, symbolisant le soleil, sont adoptés comme couleurs du club.

## Stades

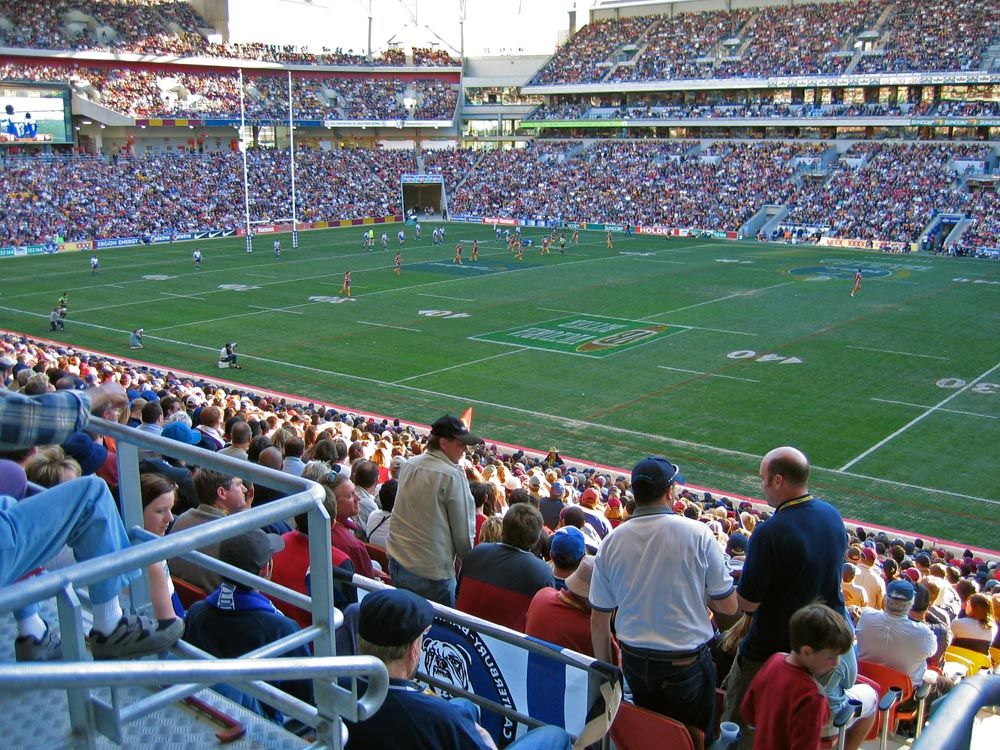
Vue de Suncorp Stadium.

Lors de leurs cinq premières années d'existence, les Broncos disputent leurs matchs à domicile à Lang Park, considéré comme le temple du rugby à XIII dans l'État du Queensland. Cependant, en 1993, un conflit opposant la fédération de rugby à XIII du Queensland (Queensland Rugby League) et les gestionnaires de Lang Park délocalise les Broncos à l'ANZ Stadium, dans le sud de Brisbane. La moyenne de spectateurs par match, qui était de 19 637 à Lang Park, fait un bond à 43 200 dans ce nouveau stade lors de la saison qui suit le premier titre de l'équipe. Toutefois, malgré un second titre d'affilée, cette moyenne décline jusqu'en 2002 où le stade accueillait 20 131 spectateurs par match. Depuis 2002, la moyenne de casse d'augmenter, dépassant les 30 000 spectateurs de moyenne en 2006 pour s'établir à 35 032 spectateurs par match en 2010.
| Saison                   | 2004   | 2005   | 2006   | 2007   | 2008   | 2009   | 2010   |
| ------------------------ | ------ | ------ | ------ | ------ | ------ | ------ | ------ |
| Moyenne spect. par match | 28 667 | 30 331 | 31 208 | 32 868 | 33 426 | 34 587 | 35 032 |
| Saison                   | 2011   | 2012   | 2013   | 2014   | 2015   | 2016   |        |
| Moyenne spect. par match | 33 209 | 33 377 | 30 480 | 33 354 | 33 595 | 33 692 |        |

Lorsque le gouvernement du Queensland décide d'investir 280 millions de dollars australiens dans la rénovation de Lang Park, les Broncos regagnent en 2003 ce stade, renommé Suncorp Stadium. Son emplacement en centre-ville accroît l'intérêt du public qui se rend en masse au stade. En 2010, la moyenne est de 35 032 spectateurs par match ce qui est la meilleure moyenne d'un club de rugby tous codes confondus.
Le record de spectateurs dans un match de saison régulière est de 58 593 lors de la réception de St. George en 1993. Le record de spectateurs dans un match de phase finale est de 50 612 au Suncorp Stadium, lors du troisième tour en 2008 contre North Queensland Cowboys.

## Statistiques et records
Depuis leur intégration, les Broncos sont l'équipe la plus victorieuse dans l'histoire de la NRL selon le pourcentage de victoires par matchs joués (64,10 % au 1er mai 2011), devant le Melbourne Storm. Lors des deux dernières décennies, le club a remporté six finales de NRL sur les six disputées, et s'est qualifié à toutes les phases finales entre 1992 et 2009. Il est, avec Sydney Roosters, le seul club australien à avoir remporté deux fois le World Club Challenge. Enfin, il a également remporté la défunte Coupe Panasonic en 1989 (compétition organisée de 1974 à 1989).
Darren Lockyer détient le record de points inscrits sous le maillot des Broncos avec lequel il a fait ses débuts en 1995. Il détient également le record de points inscrits en une saison aux Broncos avec 272 points en 1998. Steve Renouf détient quant à lui le record d'essais marqués aux Broncos avec 142 essais, il partage également le record d'essais en une saison avec Darren Smith (23 essais en une saison). Lote Tuqiri détient lui le record de points inscrits lors d'un seul match avec 26 points, dont trois essais, contre Northern Eagles. Six joueurs ont inscrit quatre essais dans un match : Steve Renouf, Wendell Sailor, Karmichael Hunt, Justin Hodges, Denan Kemp et Israel Folau.
Le plus grand écart de points dans un match à l'actif des Broncos est de 65 points contre les Newcastle Knights en 1997 avec une victoire 71-6. En revanche, leur plus grand écart de points dans un match au passif des Broncos est contre les Syndeys Roosters, une défaite de 59-0 le 4 juin 2020, à domicile dans leur stade du Suncorp Stadium. Les précédentes défaites les plus lourdes étaient celles que leur avait infligée les Canberra Raiders par 56-0 en 2009, au Canberra Stadium et les Parramatta Eels en 2019 lors de la phase finale (58-0) au Western Sydney Stadium.

## Joueurs emblématiques

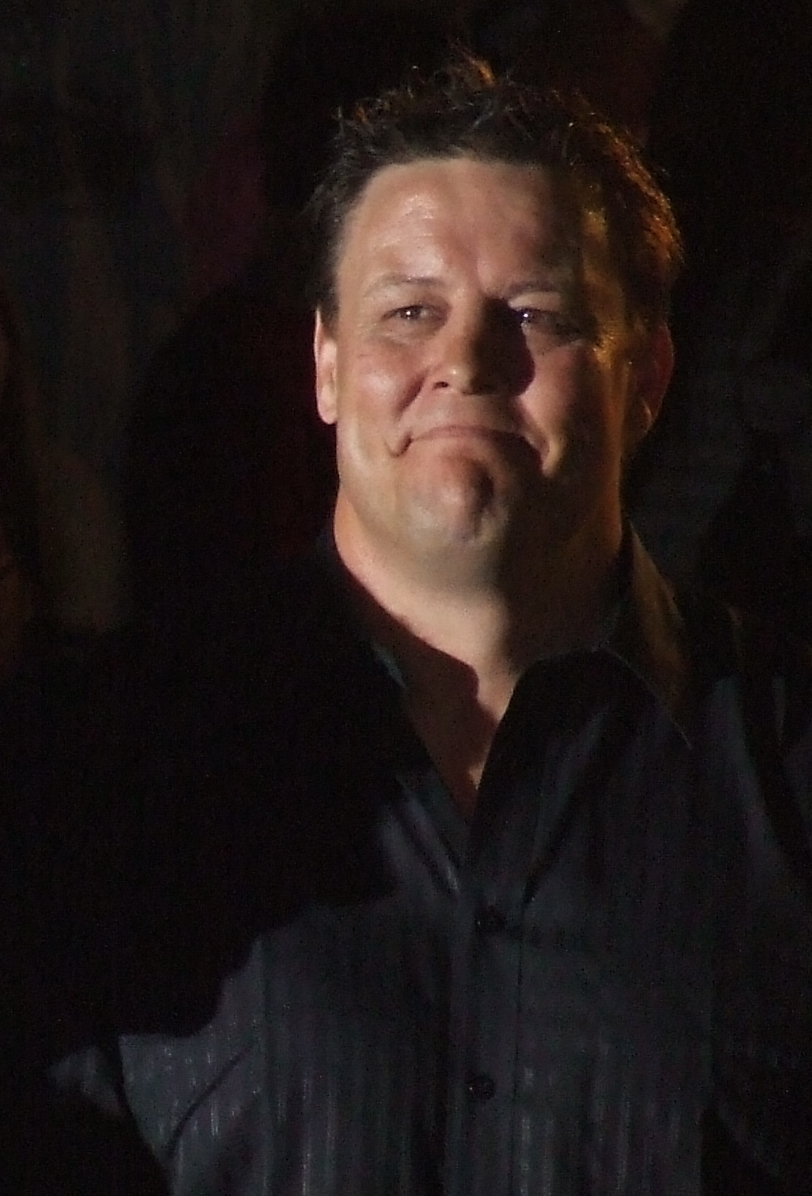
Glenn Lazarus, pilier des Broncos de 1992 à 1997.

De nombreux joueurs ayant joué aux Broncos ont également représenté l'État du Queensland pour le State of Origin, cependant en 2007 la franchise célèbre ses vingt ans d'existence et décide de nommer vingt joueurs emblématiques du club.
| No. |  | Position         | Joueur            |
| --- |  | ---------------- | ----------------- |
|     |  | Centre           | Shaun Berrigan    |
|     |  | Troisième ligne  | Tonie Carroll     |
|     |  | Pilier           | Petero Civoniceva |
|     |  | Ailier           | Michael De Vere   |
|     |  | Pilier           | Andrew Gee        |
|     |  | Ailier           | Michael Hancock   |
|     |  | Centre           | Chris Johns       |
|     |  | Demi de mêlée    | Allan Langer      |
|     |  | Pilier           | Glenn Lazarus     |
|     |  | Demi d'ouverture | Wally Lewis       |

| No. |  | Position         | Joueur          |
| --- |  | ---------------- | --------------- |
|     |  | Arrière          | Darren Lockyer  |
|     |  | Troisième ligne  | Terry Matterson |
|     |  | Centre           | Gene Miles      |
|     |  | Centre           | Steve Renouf    |
|     |  | Ailier           | Wendell Sailor  |
|     |  | Deuxième ligne   | Gorden Tallis   |
|     |  | Deuxième ligne   | Brad Thorn      |
|     |  | Talonneur        | Kerrod Walters  |
|     |  | Demi d'ouverture | Kevin Walters   |
|     |  | Pilier           | Shane Webcke    |

## Entraîneurs
Les Brisbane Broncos n'ont connu que trois entraîneurs dans leur histoire, tout d'abord Wayne Bennett entre la création du club (1988) à fin 2008, il passe le relais à Ivan Henjak qui prend les rênes du club en 2009 mais ne reste que deux saisons, en 2011 Anthony Griffin prend en main l'équipe.
- 1988-2009 : Wayne Bennett marque de son empreinte les vingt premières années du club. Il y remporte six titres de champion de la National Rugby League. Il est responsable de la sélection australienne en 1998 puis entre 2004 à 2005, et des Queensland Maroons en 1998 et entre 2001 et 2003. En 2009, il rejoint St. George Illawarra Dragons.
- 2009-2010 : Ivan Henjak est depuis 1994 aux Broncos pour son apprentissage au poste d'entraîneur. Après s'être occupé des sections jeunes, il devient l'adjoint de Bennett en 2006, et lors du départ de ce dernier il est nommé entraîneur du club en 2009[9]. Lors de sa première saison, il mène les Broncos en demi-finale de la NRL mais ne parvient pas à qualifier les Broncos aux phases finales en 2010.